# Guthrie (Teksas)
Guthrie – jednostka osadnicza w Stanach Zjednoczonych, w stanie Teksas, w hrabstwie King. W 2007 roku liczyło 290 mieszkańców.